# Carmenta rubricincta
Carmenta rubricincta là một loài bướm đêm thuộc họ Sesiidae. Nó được Beutenmüller miêu tả năm 1909. Nó được tìm thấy ở Bắc Mỹ, bao gồm Arizona.